# Пред одлазак (кратки филм)
„Пред одлазак” је југословенски кратки филм из 1978 године. Режирао га је Едуард Галић а сценарио је написала Мирјана Буљан

## Улоге
| Глумац         | Улога |
| -------------- | ----- |
| Марија Кон     |       |
| Божена Краљева |       |
| Фрањо Мајетић  |       |